# Distrito Escolar Independiente de Point Isabel

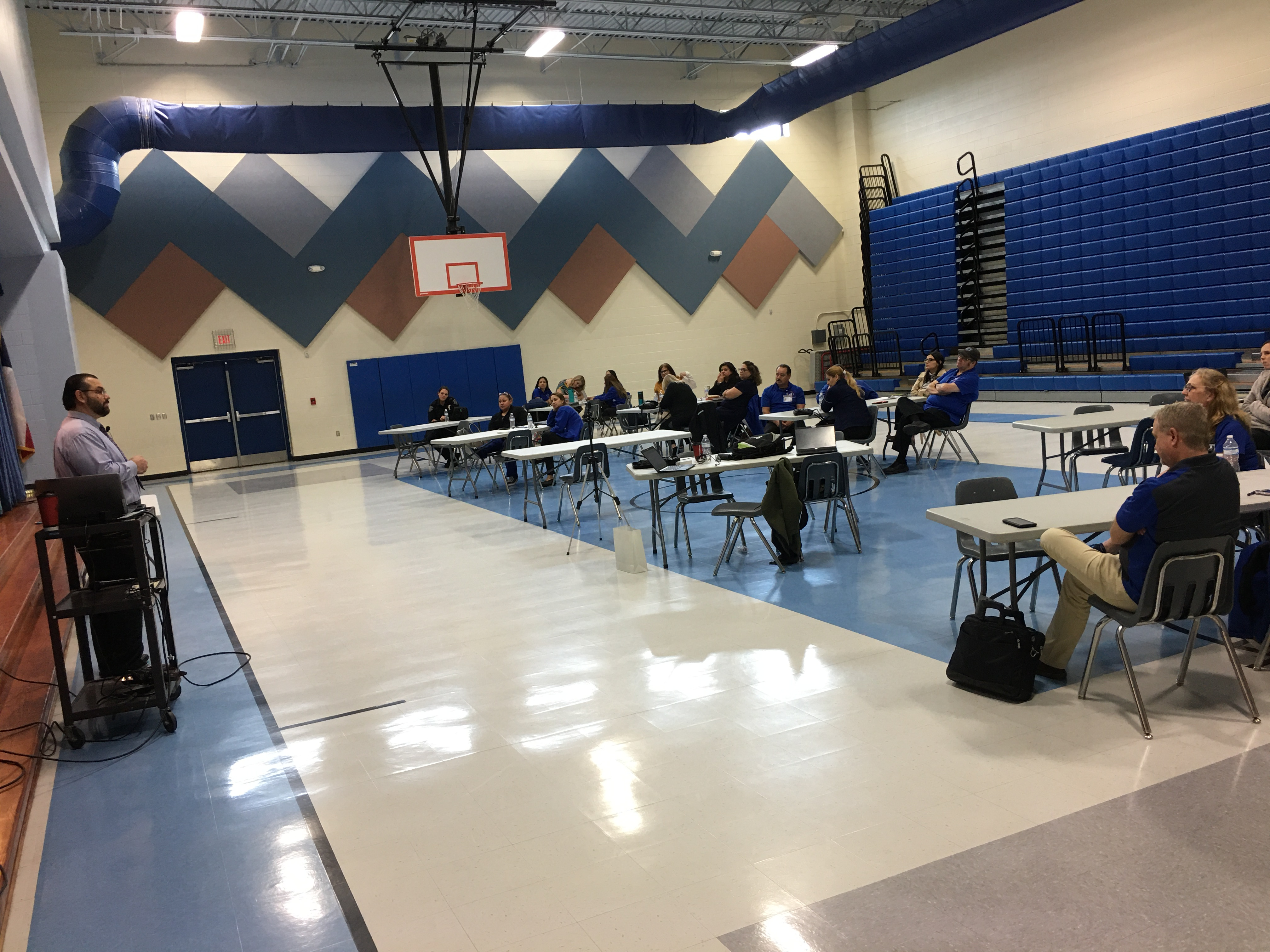
La Derry Elementary School, un colegio del distrito.

El Distrito Escolar Independiente de Point Isabel (Point Isabel Independent School District) es un distrito escolar de Texas. Tiene su sede en Port Isabel. El consejo escolar del distrito tiene un presidente, un vicepresidente, un secretario, un secretario auxiliar, y tres miembros. El distrito gestiona escuelas para Port Isabel y South Padre Island. Las escuelas son Garriga Elementary School, Derry Elementary School, Port Isabel Junior High School, y Port Isabel High School.